# Fronton (pelote basque)
Pour les articles homonymes, voir Fronton.

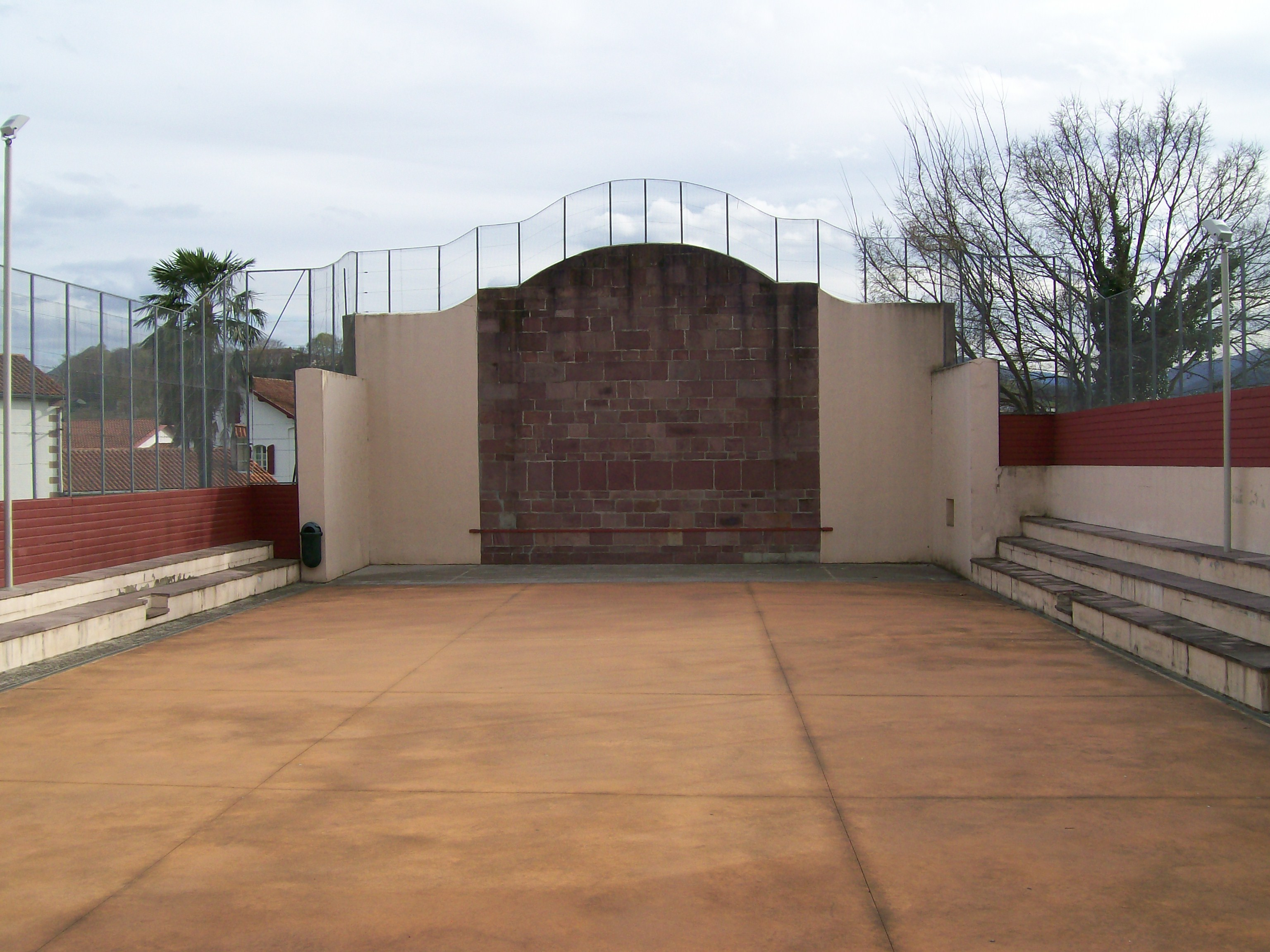
Fronton d'Ispoure.

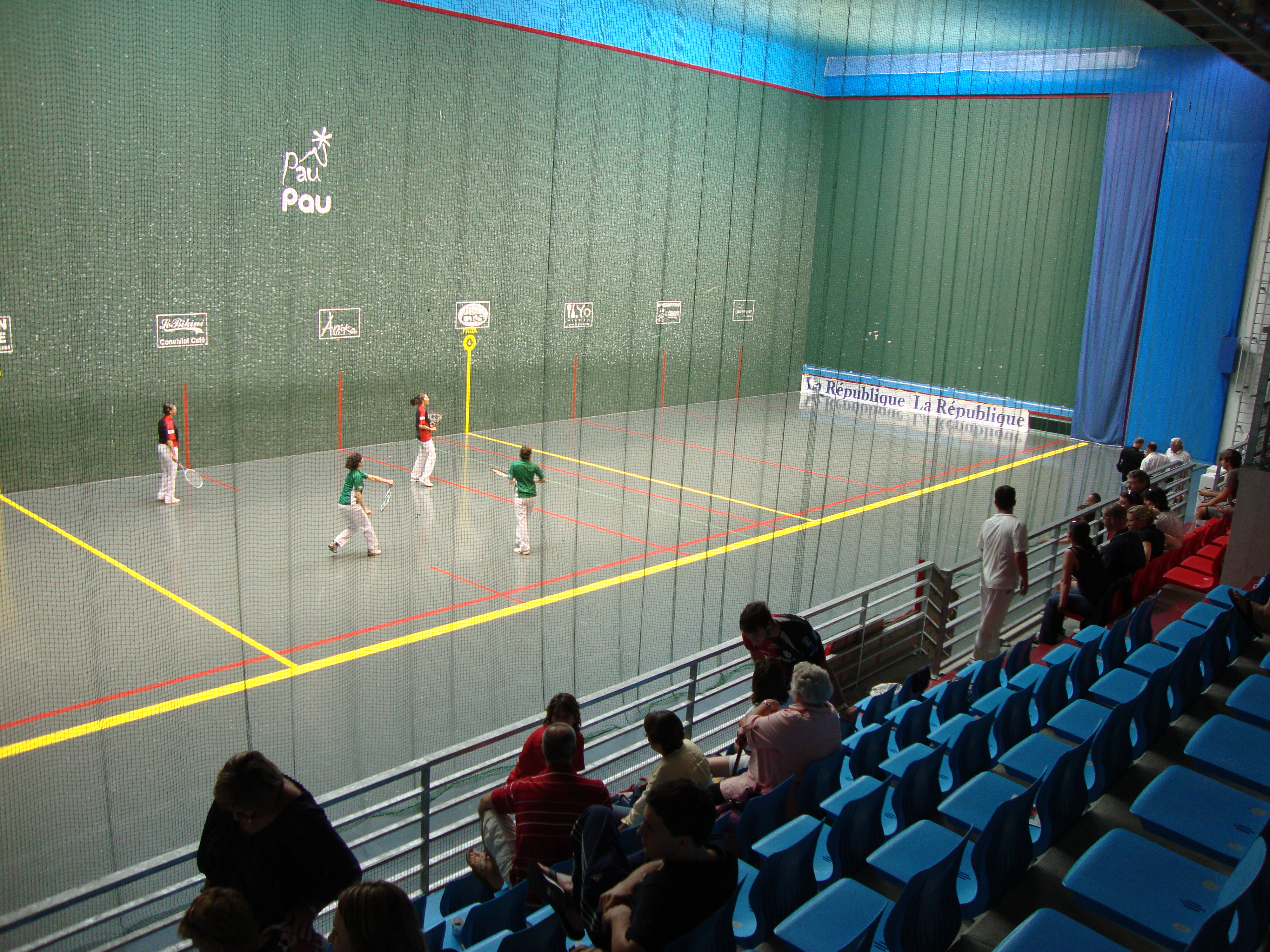
Mur à gauche court du complexe de pelote basque de Pau.

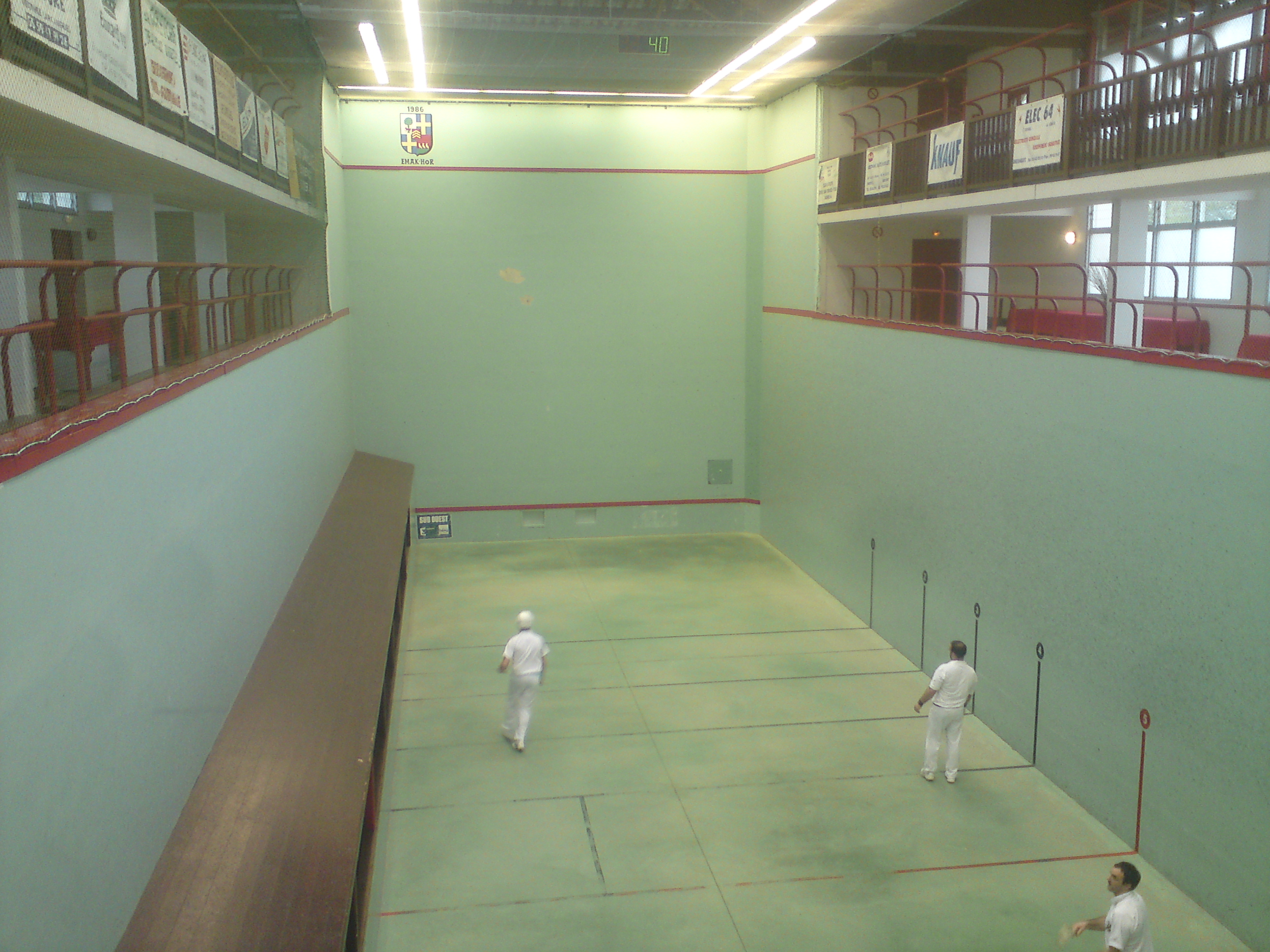
Trinquet d'Arcangues.

Un fronton est un mur contre lequel on joue à la pelote basque. C'est un élément architectural présent dans la quasi-totalité des villes et villages du Pays basque français et, dans une moindre mesure, dans les régions limitrophes. Par extension, dans le langage courant, il peut désigner tous les murs de frappe (frontis) présents dans les différentes installations dédiées à la pelote basque dont les noms exacts sont :
- fronton place libre (plaza en basque) ;
- fronton mur à gauche (appelé simplement frontón en espagnol et pilotaleku, « lieu de la pelote », en basque) ;
- trinquet (du triquet, sorte de battoir fort étroit, dont on se sert pour jouer à la paume) ;
- fronton argentin (variante développée essentiellement en Argentine) ;
- fronton cubain (variante développée essentiellement à Cuba et au Mexique) ;
- etc.

La forme et les dimensions diffèrent énormément selon la situation géographique et la date de construction. Actuellement les aires de jeux sont normalisées par les différentes fédérations nationales ou régionales. La Fédération internationale de pelote basque (FIPV) reconnaît quatre aires de jeu (trinquet international, murs à gauche de 30 m, 36 m et 54 m).

## La place libre

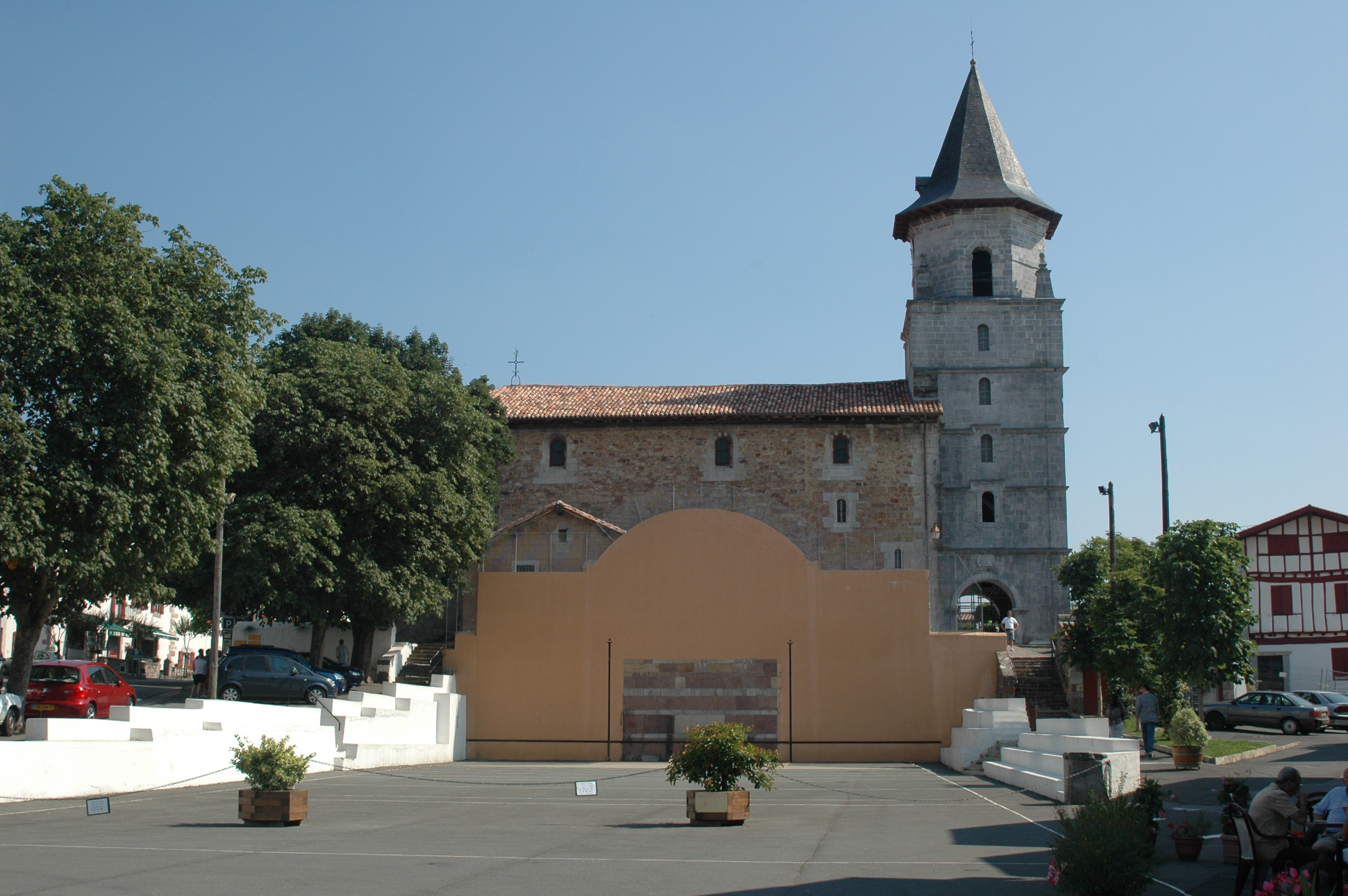
Le fronton et l'église d'Ainhoa.
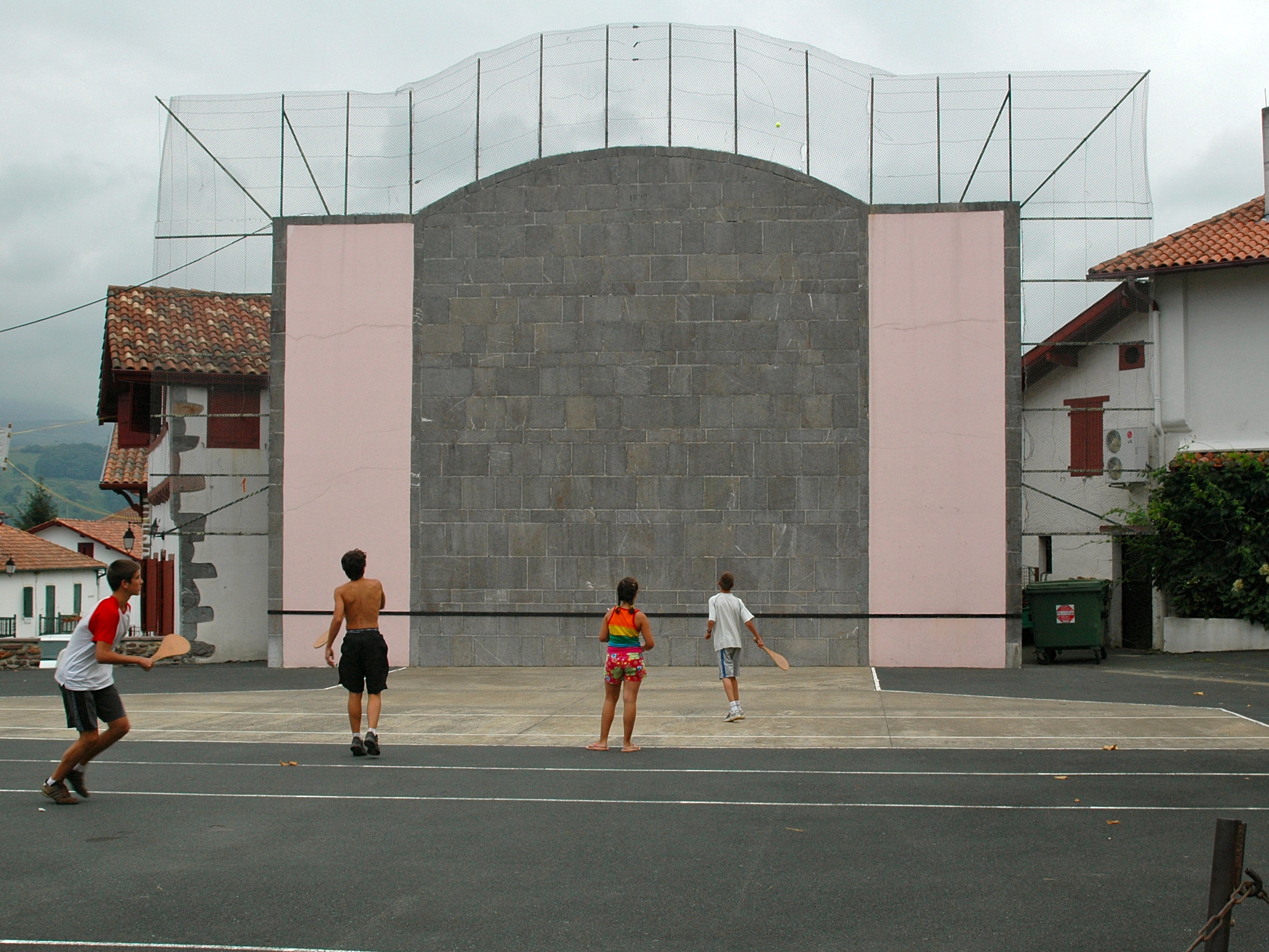
Itxassou, partie de pelote au fronton.
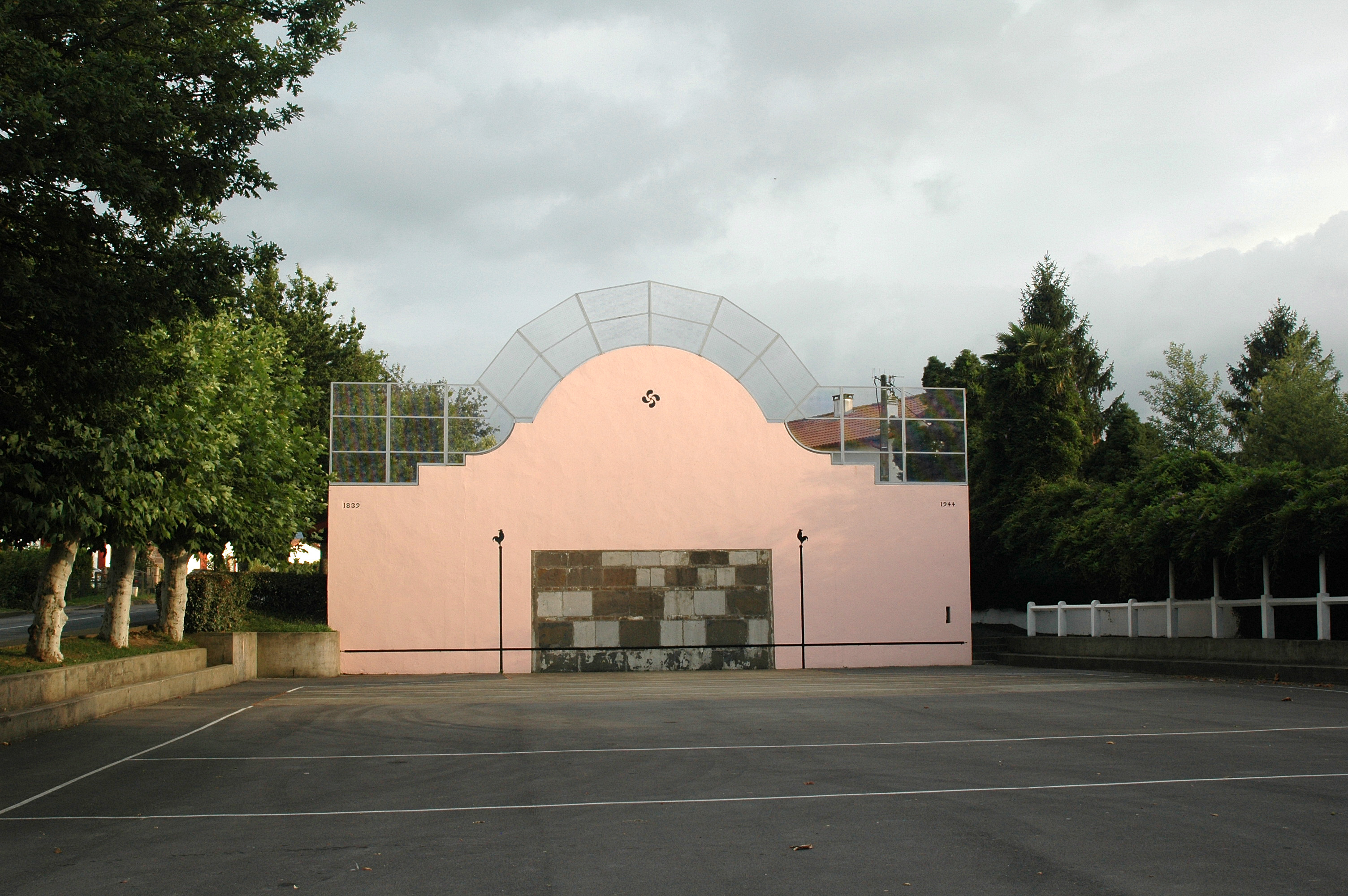
Larressore.
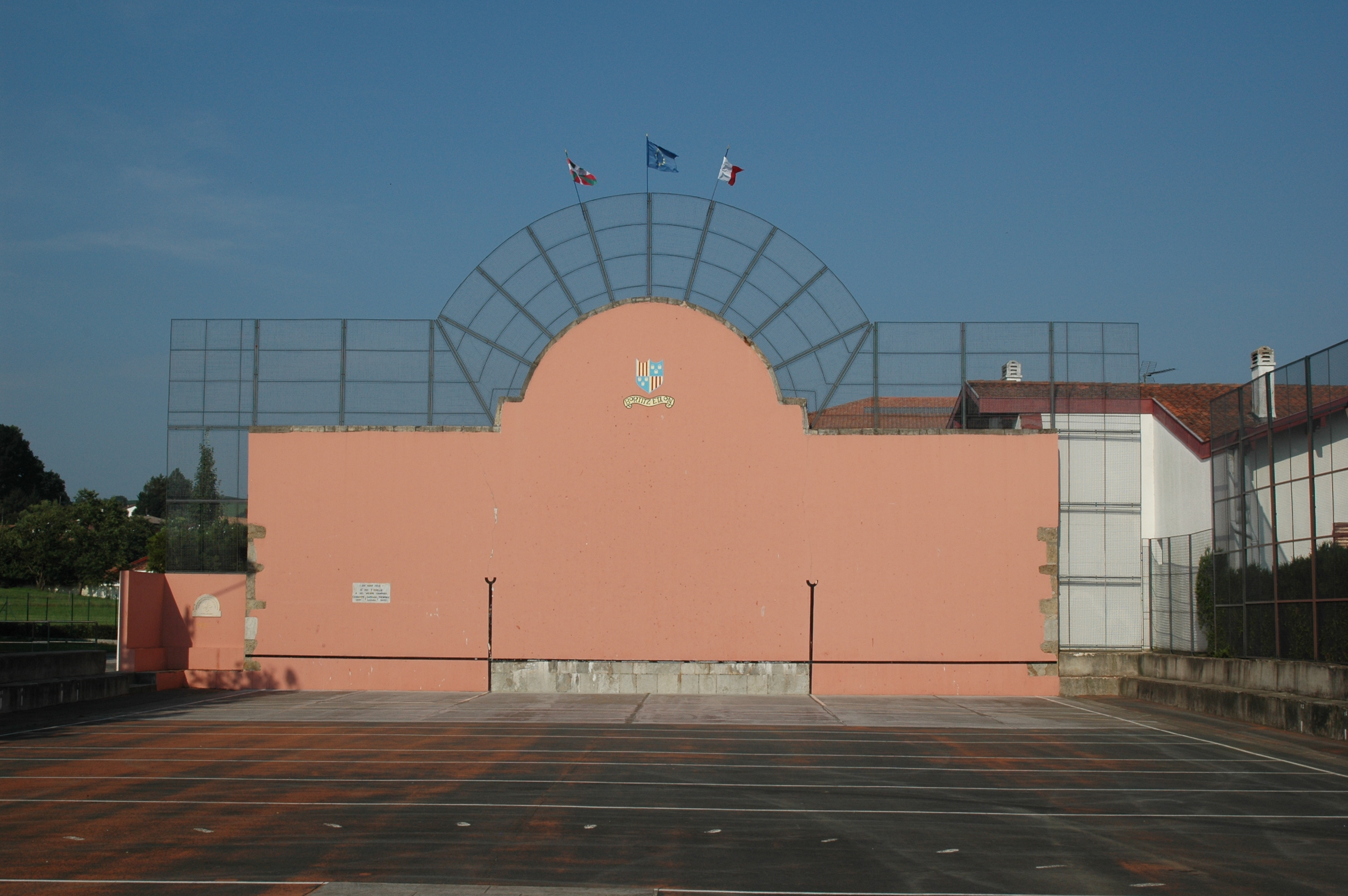
Saint-Pée-sur-Nivelle.
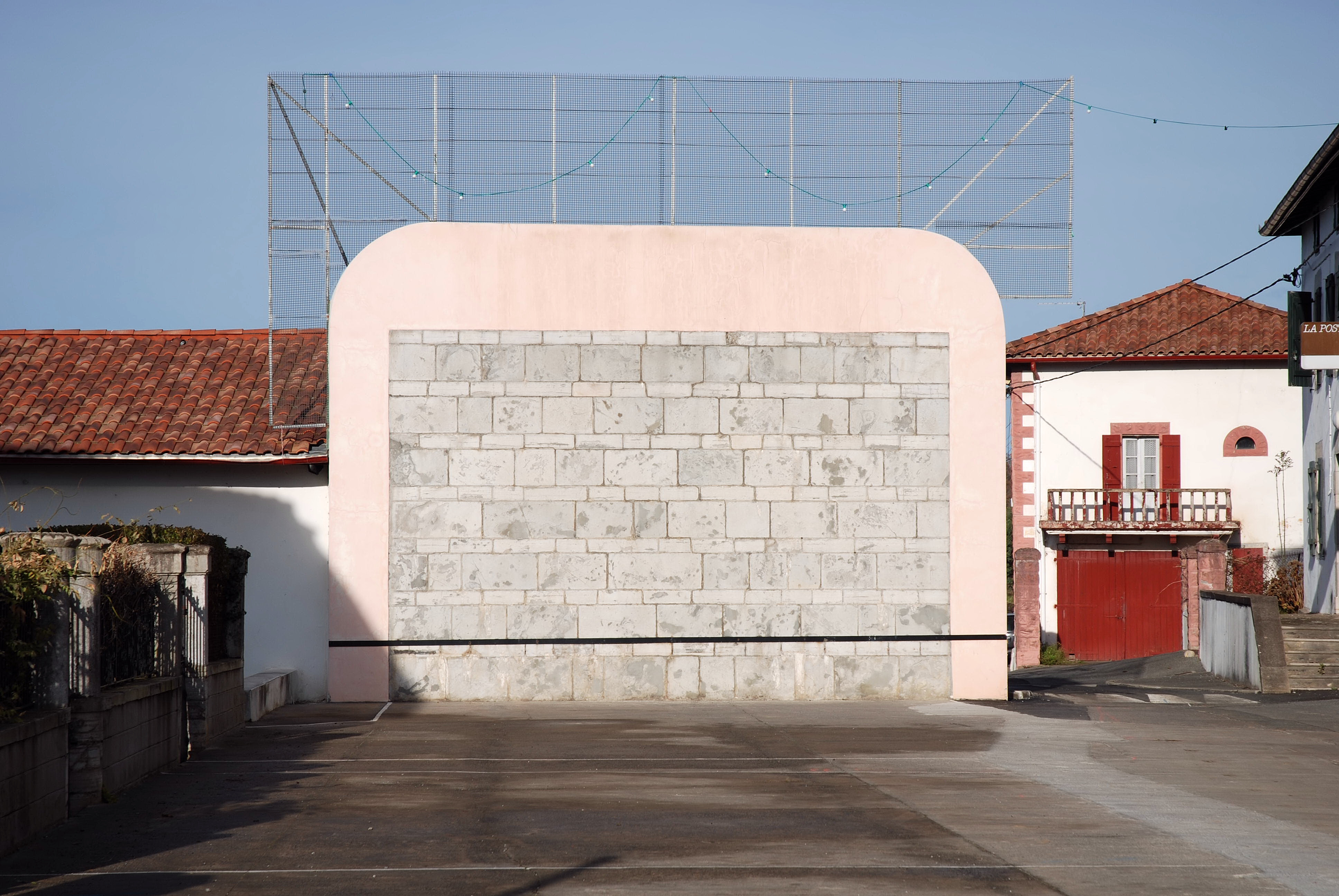
Halsou.
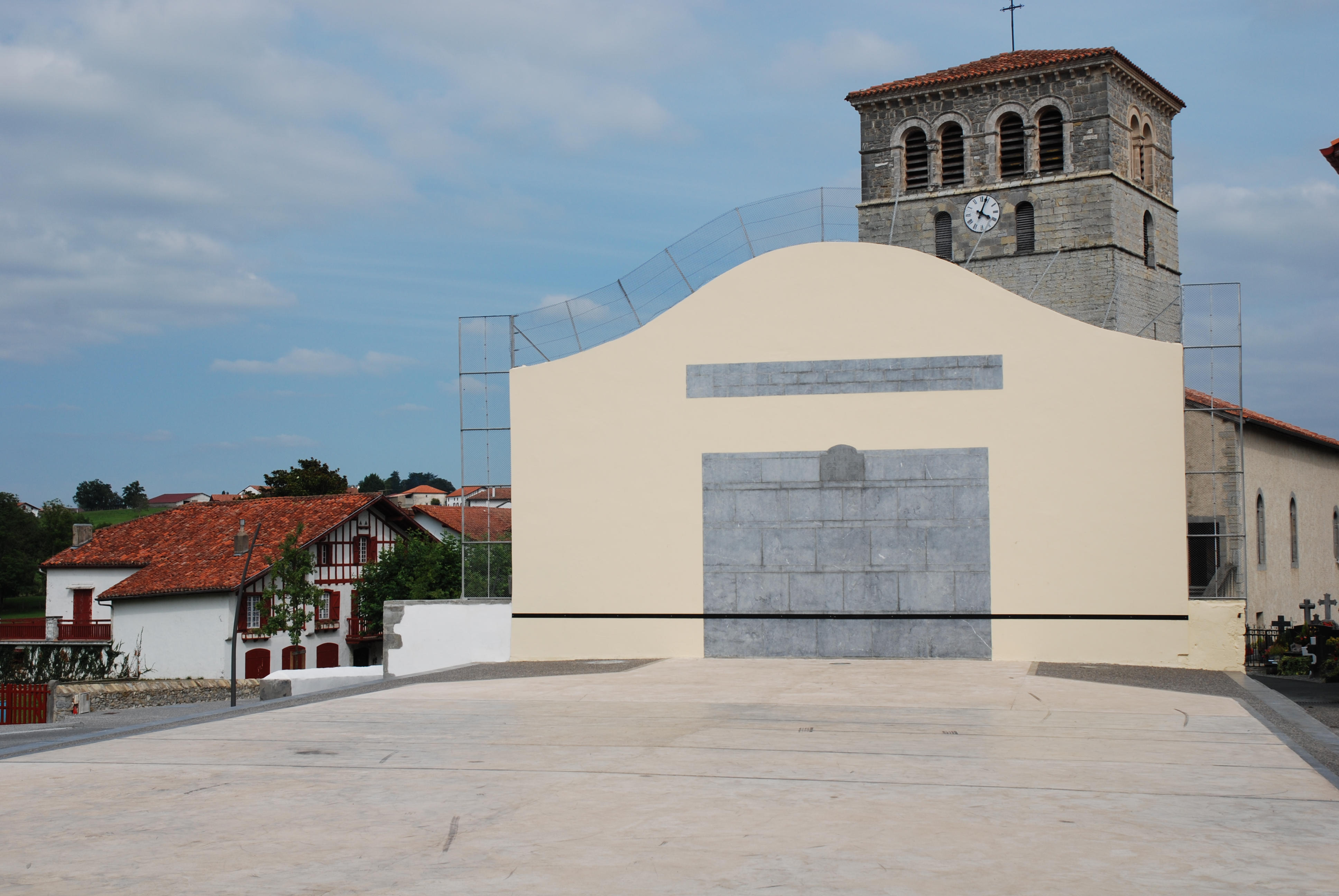
Irissarry.

La place libre est un terrain généralement non couvert composé d'un mur, ou de deux (un à chaque extrémité). Il existe des frontons des toutes tailles (10 à 16 mètres de large et de 6 à 10 mètres de haut environ), certains sont même couverts. La surface au sol appelée cancha varie de 35 mètres à 100 mètres. En particulier, le jeu de rebot se joue sur une surface de 100 mètres de long. Le sol peut être en terre battue, en ciment ou en enrobé. Le terrain est dessiné en forme de bouteille au sol et la forme particulière en goulot à l'approche du mur resserre l'aire de jeu sur les côtés. Au Pays basque français, on en trouve quasiment un dans chaque village où il fait souvent office de place centrale principale. En basque, on appelle cet endroit plaza.

### Dimensions et spécialités officielles

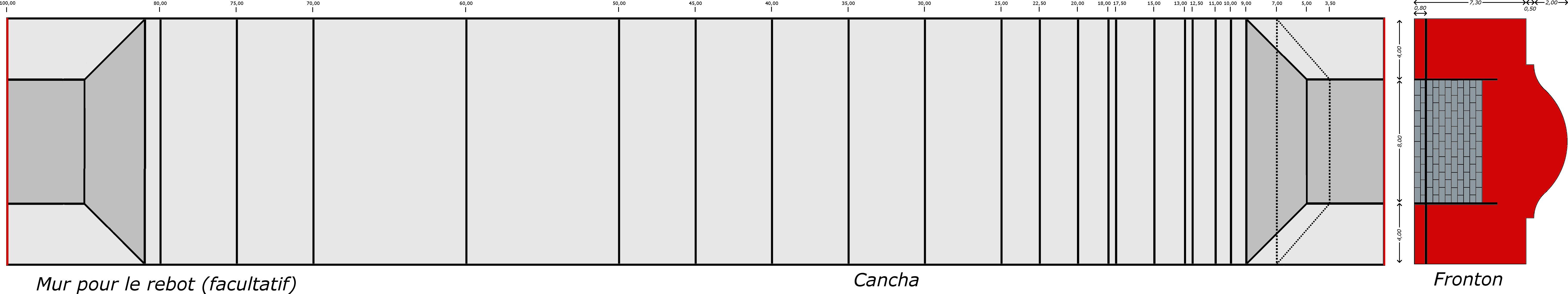
Dimensions selon les recommandations de la Fédération française de pelote basque (FFPB).

Selon les recommandations de la Fédération française de pelote basque (FFPB) :
- la cancha mesure 16 m de large et au minimum 50 m de long pour la main nue et la paleta gomme pleine, 60 m pour la grosse pala et la paleta pelote de cuir, 70 m pour le joko garbi et 100 m pour le grand chistera ; il est équipé d'une raie à 80 cm de haut ;
- le fronton mesure 16 m de large et 10 m de haut maximum ;
- la limite de fond se trouve à 80 m du frontis en grand chistera, à 50 m à joko garbi et 45 m à paleta gomme creuse. Il n'y a pas de limite pour les autres spécialités.

Sur cette aire de jeu se jouent, en France, les spécialités suivantes : main nue, rebot, joko garbi, grand chistera, grosse pala, paleta cuir, paleta gomme pleine reconnues par la FFPB.
En Espagne, cette aire de jeu, bien que nettement moins répandue, est reconnue par les Fédérations de pelote basque d'Euskadi (Euskadiko Euskal Pilota Federakuntza - EEPF) et de Navarra (Nafarroako Euskal Pilota Federakuntza - NEPF) ; on y joue selon les modalités suivantes : mano (main nue), laxoa, rebote (rebot), joko garbi, cesta punta (grand chistera), pala corta (grosse pala), paleta cuero (paleta cuir), paleta goma maciza (paleta gomme pleine). 
Cependant, la Fédération espagnole de pelote (Federación Española de Pelota - FEP), alignée sur la Fédération internationale de pelote basque (Federación Internacional de Pelota Vasca - FIPV), ne reconnaït pas cette aire de jeu. Il n'existe donc pas de compétition internationale, ni de compétition nationale espagnole.

### Règles du jeu
Chaque équipe doit à tour de rôle frapper la pelote, de volée ou après un rebond, afin d'atteindre le fronton et faire revenir la pelote sur l'aire de jeu. 
- Les limites ou lignes latérales sont hors du jeu (falta).
- Dans une place dont la limite latérale ou partie de celle-ci est constituée par un mur, toute pelote touchant de volée ce mur sera jugée « fausse ». Si ce même mur a été touché par la pelote après le rebond, celle-ci n'est plus jouable.
- La pelote touchant, après le rebond sur le terrain de jeu, un mur sur les parties latérales, un grillage, une toile ou des gradins au fond ou sur les côtés de la place, ne peut être reprise et le point est perdu pour le camp du joueur qui avait à la rattraper.
- La pelote touchant de volée un mur sur les parties latérales, un grillage, une toile ou des gradins au fond ou sur les côtés de la place est fausse pour le camp du joueur qui vient de la frapper.
- Quand, au cours d'échanges et dans sa trajectoire vers le mur ou au retour du mur, elle touche de volée le feuillage des arbres. la pelote est fausse pour le camp du joueur qui vient de la frapper.
- Pour tous les jeux de blaid (jeux indirects), toute la surface du mur de jeu est bonne au-dessus de la raie horizontale, même l'arête du mur. Au sol, le terrain du jeu est limité sur les côtés par deux lignes parallèles resserrées au pied du mur de jeu.
- Pour les jeux directs, mêmes limites que ci-dessus, excepté la raie horizontale inexistante et le carré du rebot qui ne sert de limite que pour le but. Celui-ci joué, toute la surface du terrain de jeu est valable.
- Au but, la pelote doit rebondir par terre au-delà d'une distance avant d'être frappée, puis, après avoir rebondi sur le frontis, doit atteindre une distance minimum. Ces distances dépendent de la spécialité[5].
- La limite de fond se trouve à 80 m du fronton en grand chistera, à 50 m à joko garbi et 45 m à paleta gomme creuse. Il n'y a pas de limite pour les autres spécialités.

## Le trinquet
Le trinquet est un bâtiment renfermant une zone de jeu quadrangulaire fermée et couverte. Il possède un mur de face, comme le fronton, appelé frontis sur lequel est frappée la pelote, un mur à droite, à gauche et au fond. Par ailleurs, il est équipé d'un pan coupé sur toute la hauteur de la partie droite du frontis, d'un xilo (« trou » en basque) aux angles biseautés en bas à droite du frontis et d'un muret surmonté d'un toit en bois appelé tambour collé au mur de gauche et au mur du fond. Ces particularités entraînent des rebonds parfois imprévisibles qui font le succès du trinquet auprès des pratiquants. Ce type d'installation a pour origine le terrain de jeu de paume français autrefois appelé tripot. Bien que moins répandu que du côté français, il en existe en Espagne, en Argentine, au Mexique, au Chili, en Uruguay, etc. Leurs formes diffèrent sensiblement selon l'endroit et la date de construction. Pour le confort des spectateurs, des galeries sont parfois aménagées ou, plus récemment, une paroi vitrée est installée à droite.

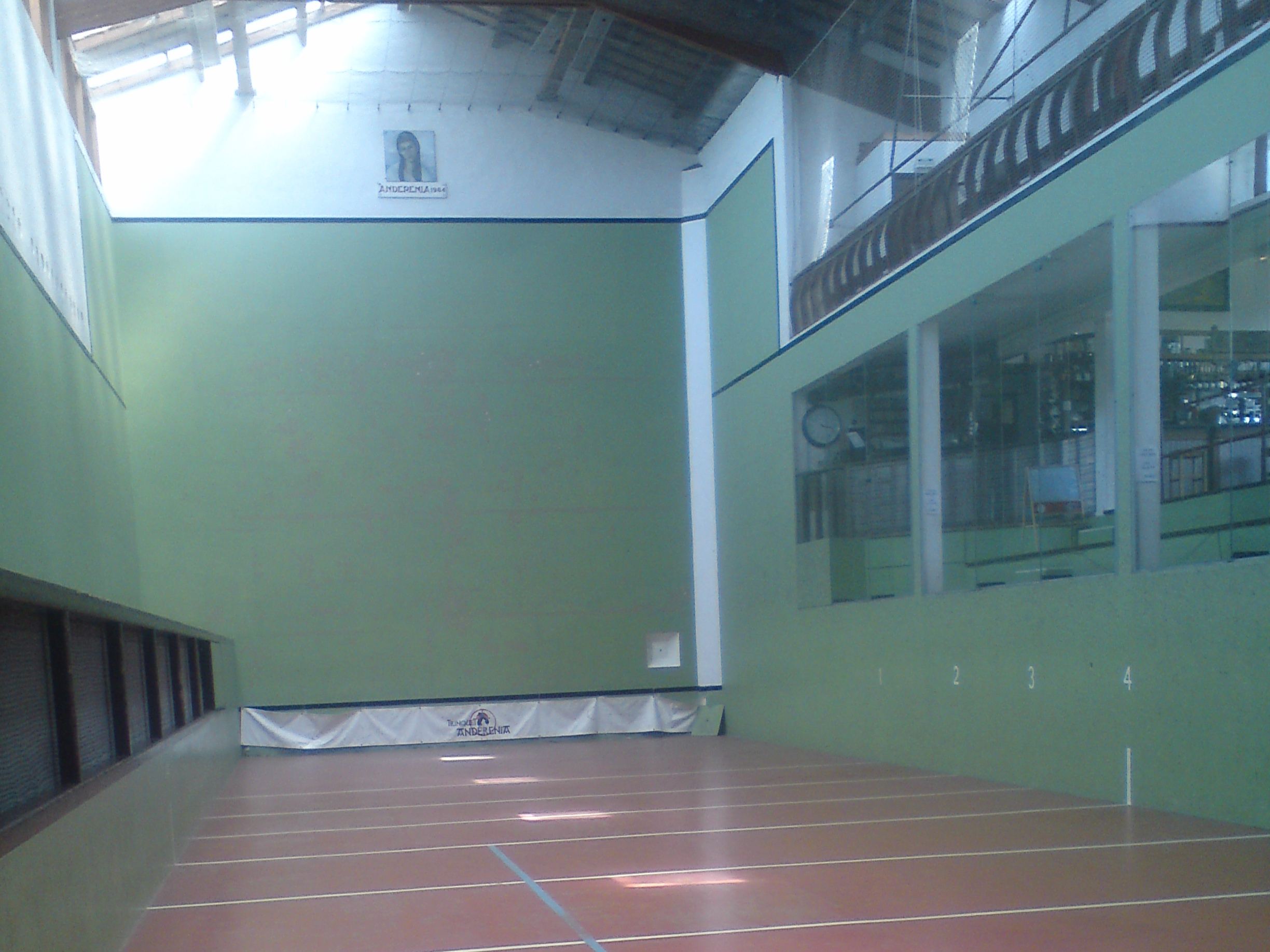
Saint-Jean-de-Luz, trinquet Anderenia.
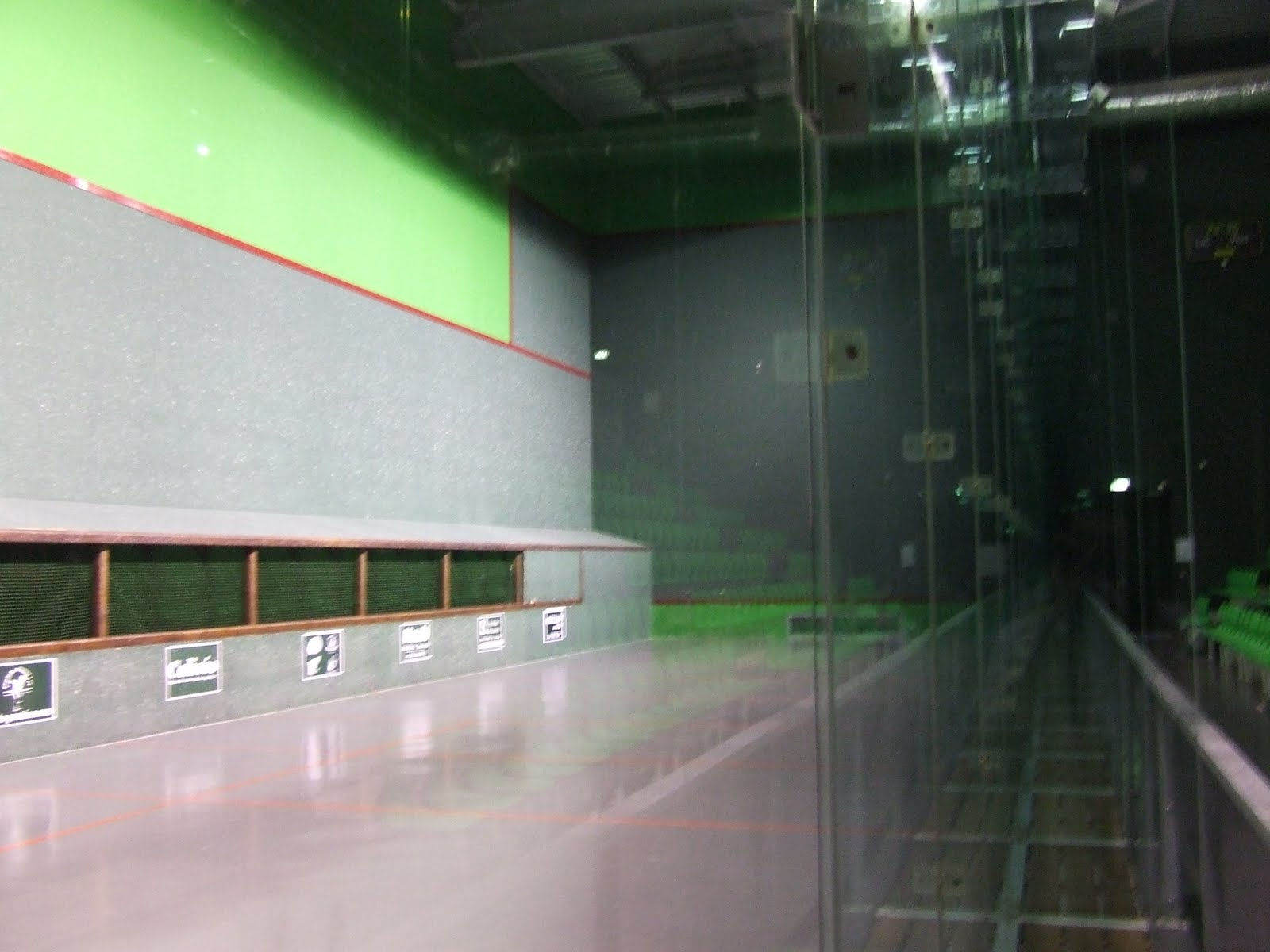
Pau, complexe de pelote basque.
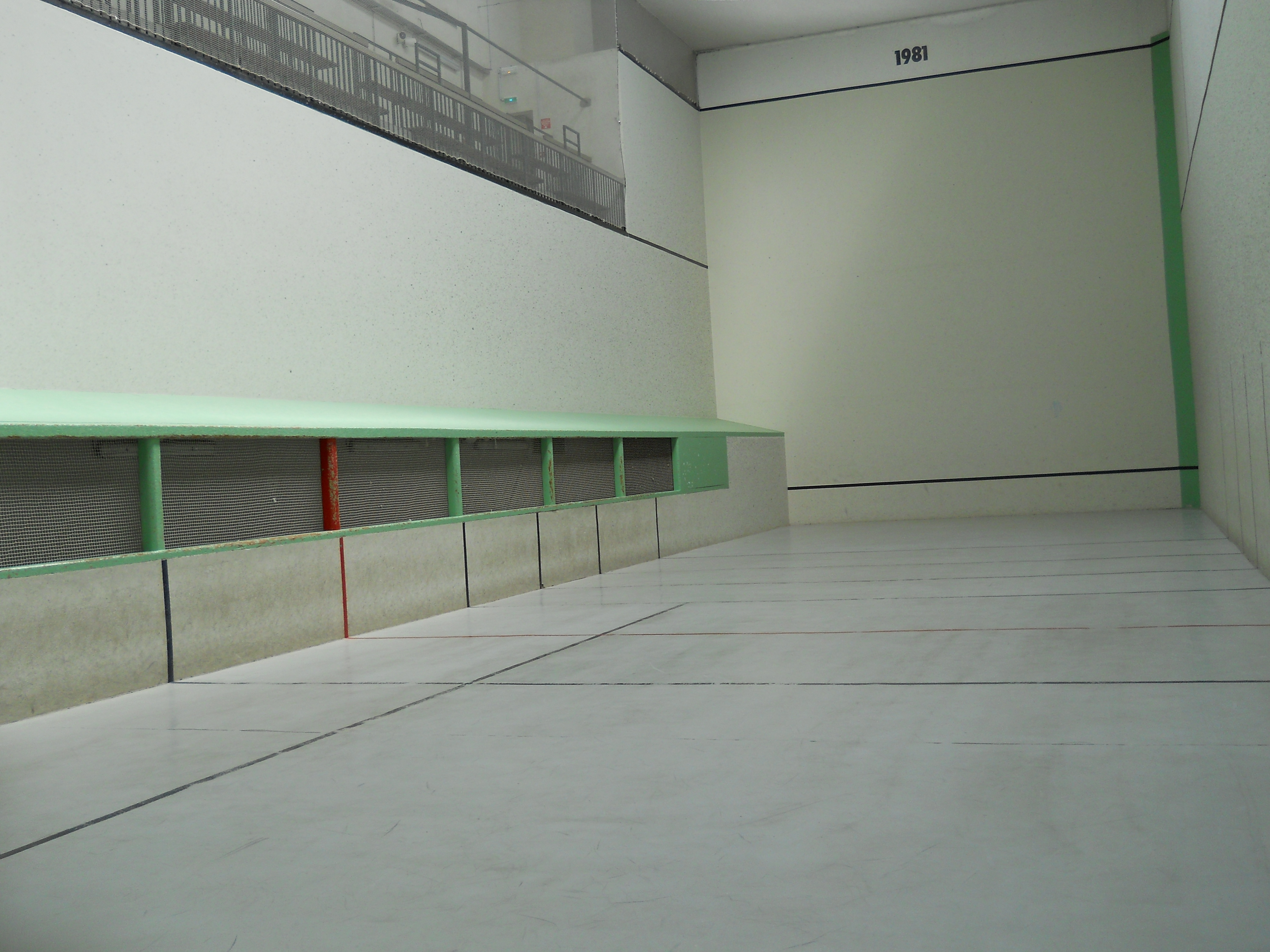
Toulouse, complexe des Argoulets.

### Dimensions et spécialités officielles

#### Configuration française

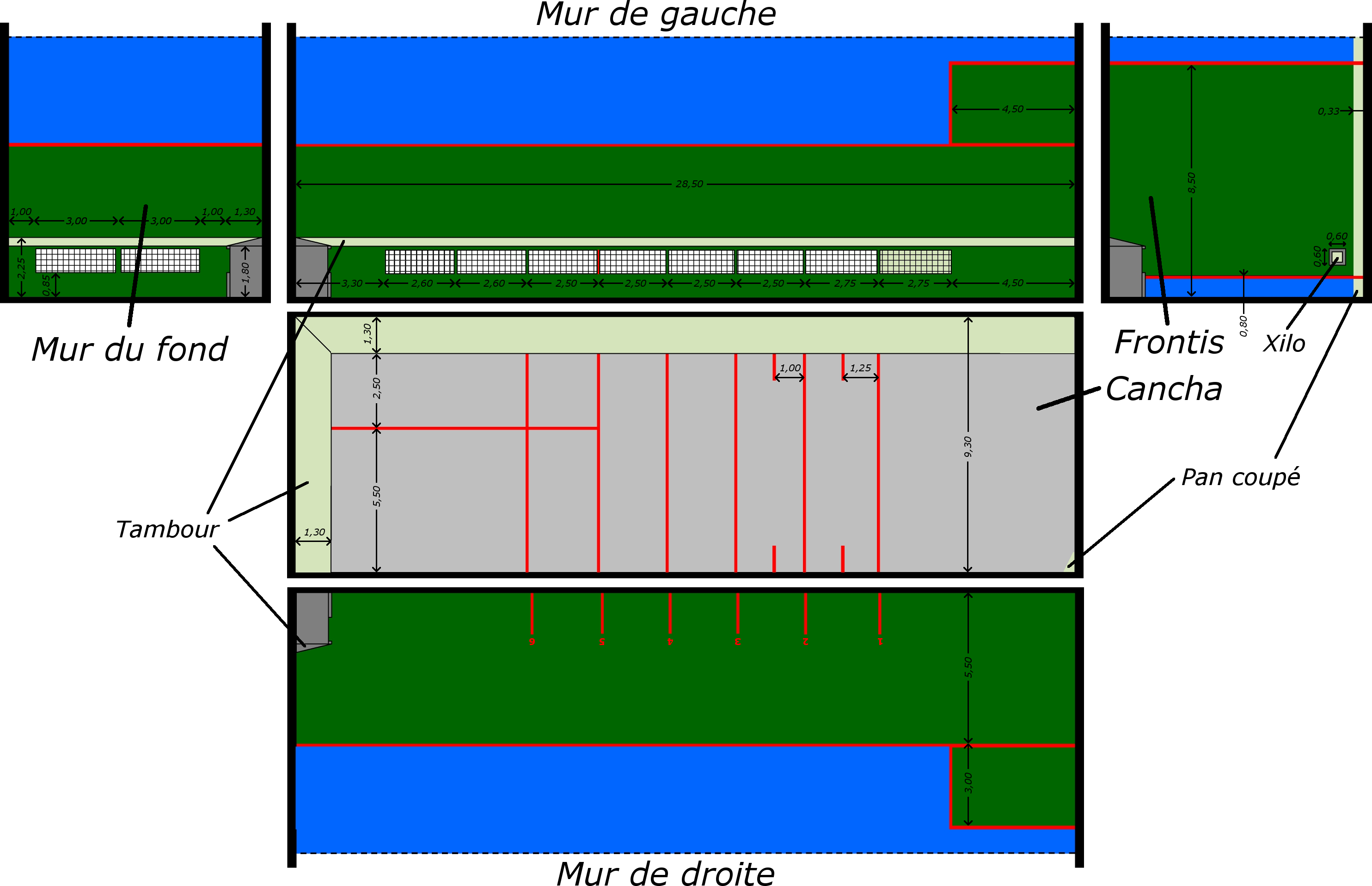
Dimensions selon les recommandations de la FFPB.

Selon les recommandations de la FFPB, le trinquet est constitué :
- de la cancha (surface jouable au sol de 28,5 m de long pour 9,3 m de large) ;
- du frontis (mur de face de 9,30 m de large pour 8,5 m de haut équipé d'un raie à 80 cm de haut) ;
- du xilo carré de 60 cm de côté (le xilo est bouché pour la pratique des spécialités internationales) ;
- du pan coupé de 33 cm de côté, sur la partie droite du frontis ;
- du mur de fond (9,30 m de large, 5,5 m de haut) ;
- des murs de gauche et de droite (28,5 m de long pour 5,5 m de haut) ;
- de la planche ou tambour de 1,3 m de large incliné, selon une pente de 27 %, à 1,9 m de haut du côté jeu (le tambour recouvre la partie gauche et le fond de la cancha, la partie arrière doit enlevée pour permettre la pratique des spécialités internationales).

Dans la configuration française du trinquet on joue à main nue, à paleta gomme pleine et au pasaka. 

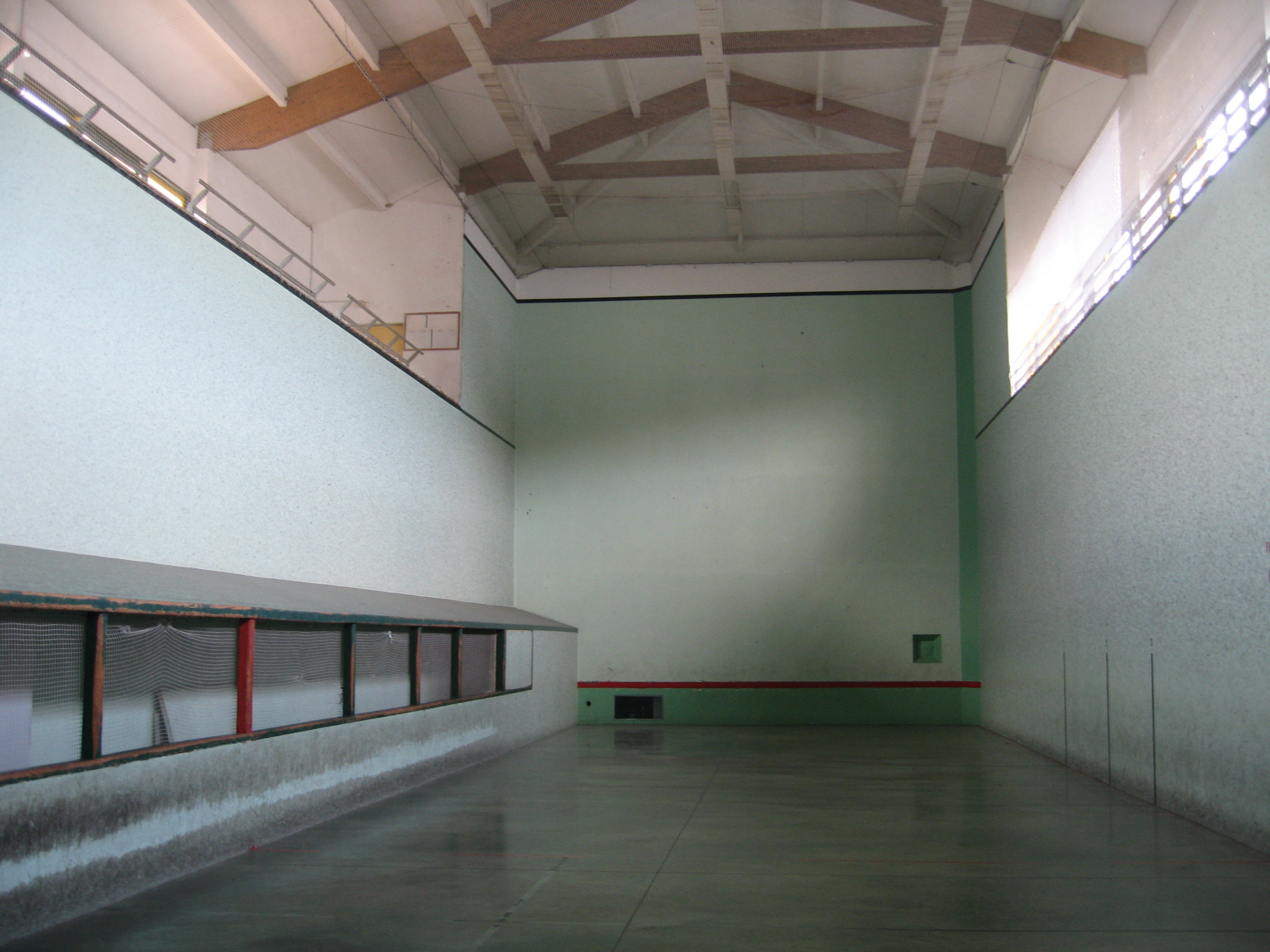
Frontis, tambour, xilo, pan coupé à Ondres.
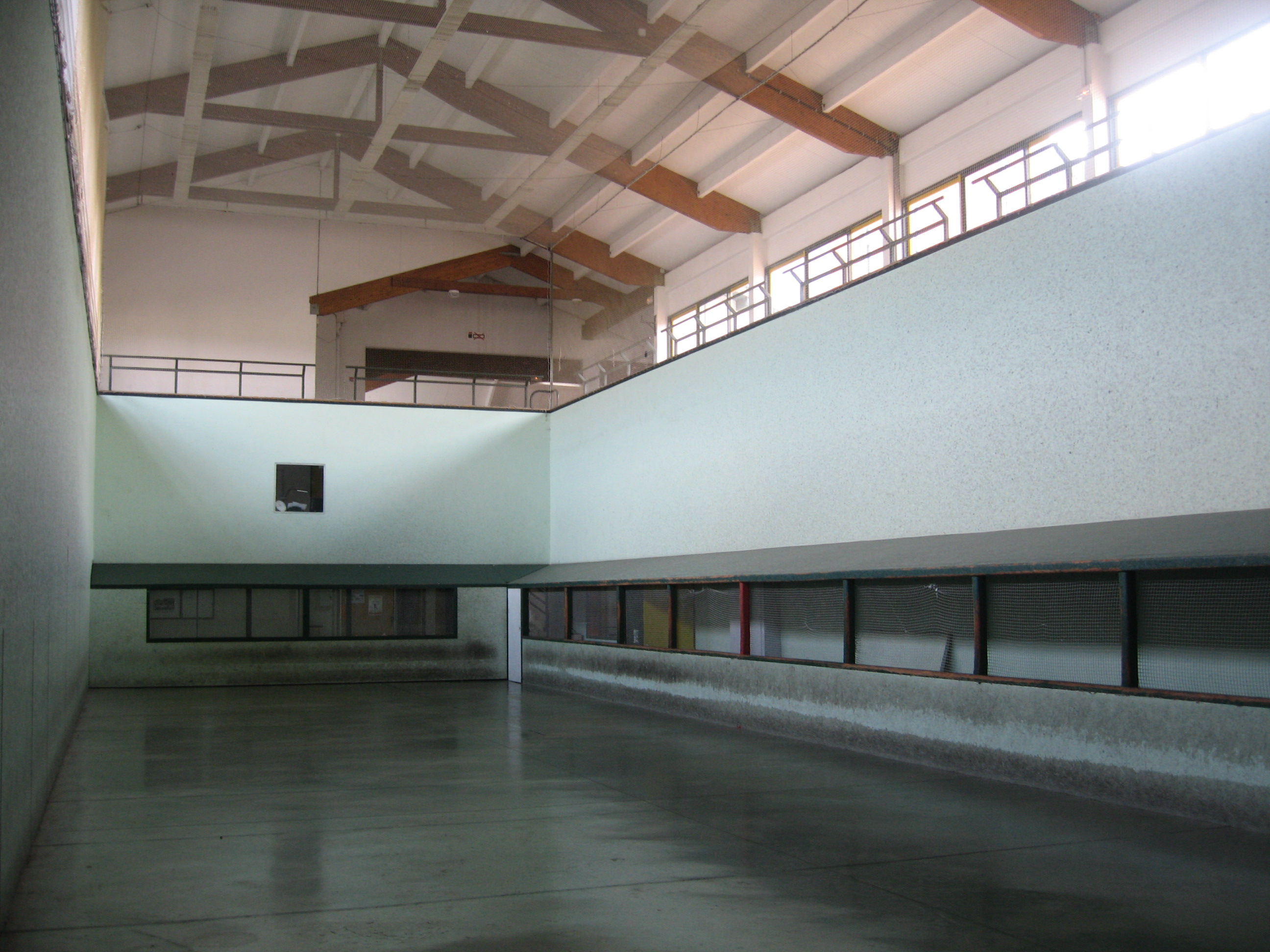
Mur du fond et tambour à Ondres.
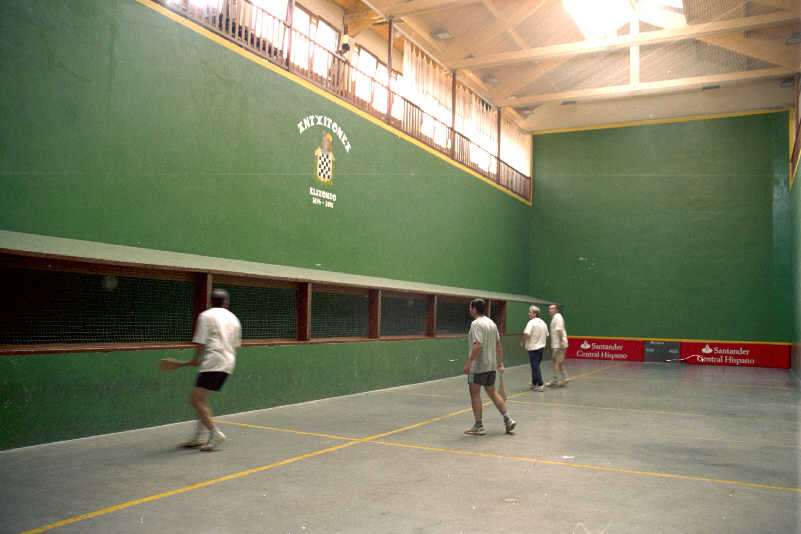
Un trinquet sans oreilles à Elizondo.

#### Configuration internationale
La forme du trinquet adopté par la FIPV et par les différentes fédérations espagnoles se rapproche davantage de celle des triquets argentins. Il n'y a pas de xilo ni de tambour contre le mur du fond. Des oreilles de 8,5 m de haut (3 m  de plus) et 4,5 m de large sont présentes à droite et à gauche du frontis de façon symétrique, agrandissant la surface de jeu sur les parois latérales.
Dans la configuration internationale, on joue, en France, à xare, à paleta gomme creuse et à paleta cuir.  La main nue, en compétitions internationales se joue dans un trinquet en configuration internationale. 
Les trinquets de conception moderne permettent de passer de l'une à l'autre des configurations sans trop de difficultés (tambour amovible et xilo rebouchable).

#### Configuration argentine
Les trinquets argentins, reconnus par la Fédération de pelote argentine (Confederación Argentina de Pelota - CAP), sont assez proches des trinquets français mais sont caractérisés par plusieurs différences physiques. Le vocabulaire utilisé est également sensiblement différent.
- Il n'y a pas de xilo.
- Le pan coupé est nommé tambor est incliné à 45° et fait 50 cm de large.
- Le tambour est nommé share. Il est absent le long du mur du fond (pared de rebote).
- La raie est nommée zucho.
- Le filet est appelé reja.
- Les murs de gauche et de droite font 4,5 m de haut et 6 m au niveau des oreilles qui sont dissymétriques (5 m de long à gauche et 8 m depuis le tambor à droite).

On y joue à paleta gomme creuse (dite paleta gomme argentine ou baline en France, paleta goma ou pala ancha en Espagne et paleta pelota dans son pays d'origine, l'Argentine).
Le trinquet de la Cavalerie, construit en 1929 à Paris (XVe arrondissement), est une réplique des trinquets argentins.

### Règles du jeu
Chaque équipe doit à tour de rôle frapper la pelote, de volée ou après un rebond, afin d'atteindre le fronton et faire revenir la pelote sur l'aire de jeu.
Il n'y a pas de limite de jeu (falta) au sol.
- La pelote touchant, après le rebond sur le terrain de jeu, un filet sous le tambour (à gauche et au fond) ou au-dessus des murs latéraux ainsi qu'au fond, ne peut être reprise et le point est perdu pour le camp du joueur qui avait à la rattraper.
- La pelote touchant de volée les filets du bas (ou les poteaux), ne peut être reprise et fait le point pour le camp du joueur qui vient de la frapper.
- En revanche, la pelote touchant de volée les filets du haut est faute pour le camp du joueur qui vient de la frapper.
- La pelote est également fausse si elle rebondie sur le tambour et touche ensuite les filets du haut (ou sort du terrain s'il n'y a pas de filet au fond).
- Quand, au cours d'échanges et dans sa trajectoire vers le mur ou au retour du mur, elle touche de volée les filets, la pelote est faute pour le camp du joueur qui vient de la frapper.

- Pour tous les jeux de blaid (jeux indirects), toute la surface des murs latéraux est bonne. Pour le frontis, la surface est bonne au-dessus de la ligne horizontale inférieure et au-dessous de la ligne horizontale supérieure. En revanche, on ne peut pas se servir du mur du fond pour renvoyer la balle sur le frontis.
- Pour les jeux directs, mêmes limites que ci-dessus.

- Au but, la pelote doit rebondir par terre au-delà d'une distance avant d'être frappée, puis, après avoir rebondi sur le frontis, doit atteindre une distance minimum (avec ou sans rebond(s) sur le tambour). Ces distances dépendent de la spécialité.
- Dans le cas où la pelote touche le mur du fond et fait son premier rebond au sol devant la ligne de la limite supérieure au but, elle est falta.

Si la pelote touche la ligne de la limite supérieure au but, elle est bonne à jouer.
- Pour le pan coupé et le xilo :

Dans le cas où la pelote rebondit sur le pan coupé (ou le xilo) et part dans un des filets supérieurs sans toucher le sol, elle est fausse pour le camp du joueur qui vient de la frapper.
Dans la même situation mais si la balle touche le sol avant de monter aux filets, elle est bonne pour la camp du joueur qui vient de la frapper et ne peut être reprise. Elle fait donc le point.
Si la pelote prend le pan coupé (ou le xilo) rebondit directement sur le tambour et part dans les filets du haut, la pelote est fausse pour le camp du joueur qui vient de la frapper.

## Le mur à gauche
Le fronton mur à gauche est originaire du Pays basque espagnol où il est nommé frontón en espagnol et pilotaleku, « lieu de la pelote », en basque. Il est constitué d'un mur de face, d'un mur latéral à gauche, et, souvent, d'un mur au fond. La cancha est divisée en cuadros matérialisés par des lignes séparées de 3,5 m (ou 4 m pour le jai alai). Il existe des murs très différents les uns des autres selon l'époque et le lieu de leur construction. Les plus anciens, situés en extérieur, ne disposent pas d'un mur du fond.

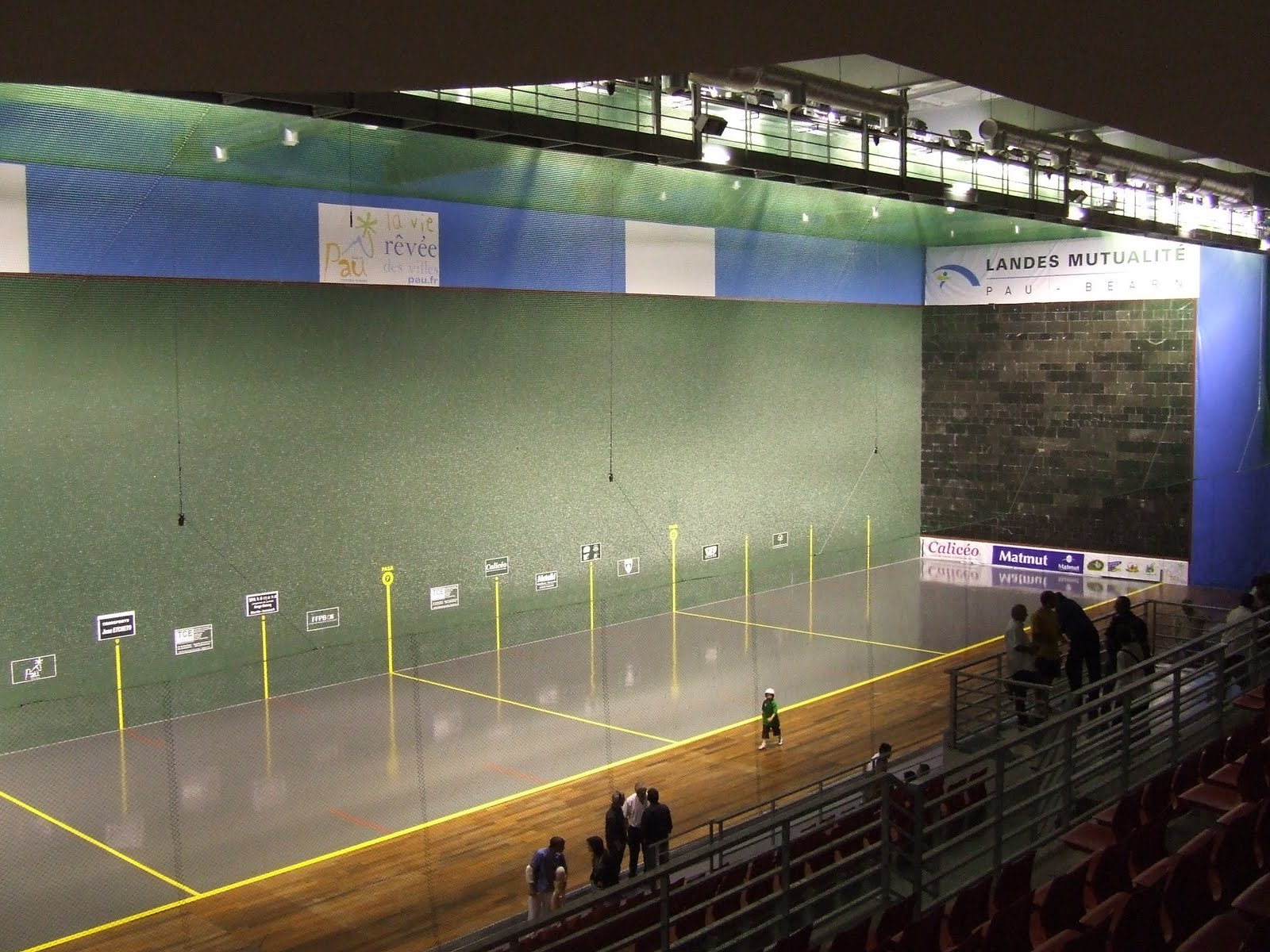
Jai alai de Pau.
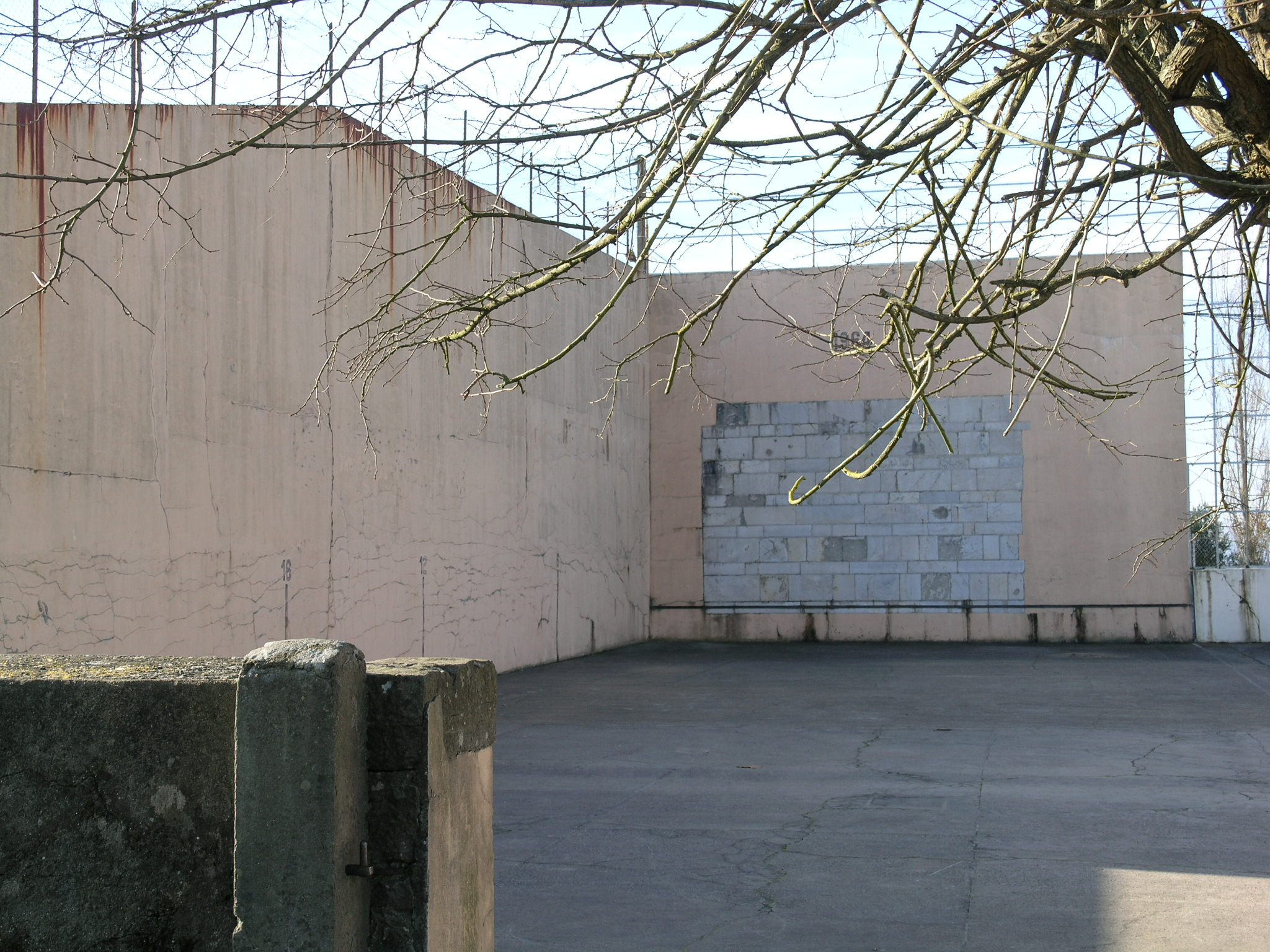
Arbérats-Sillègue, fronton d'Arbérats.
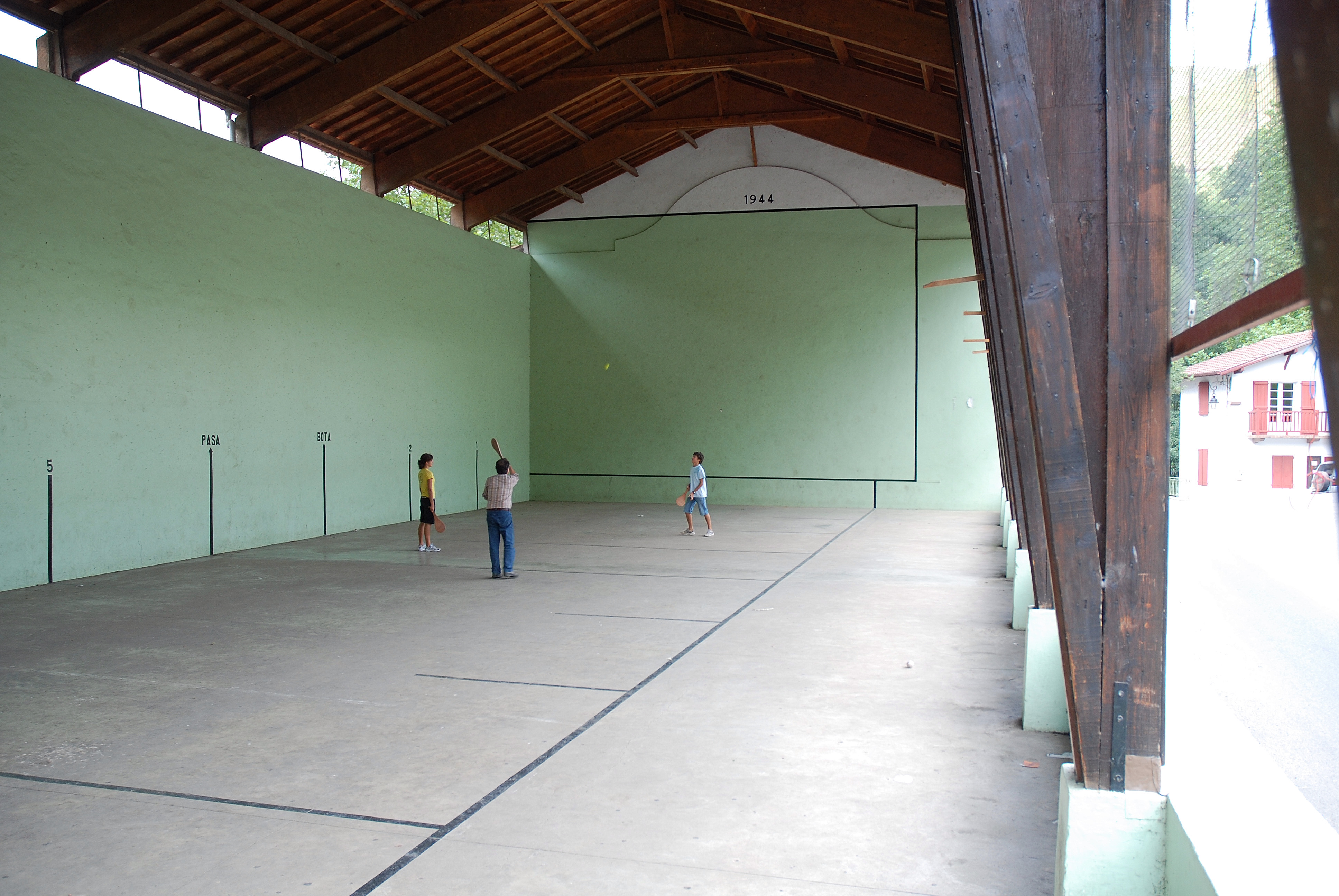
Estérençuby.
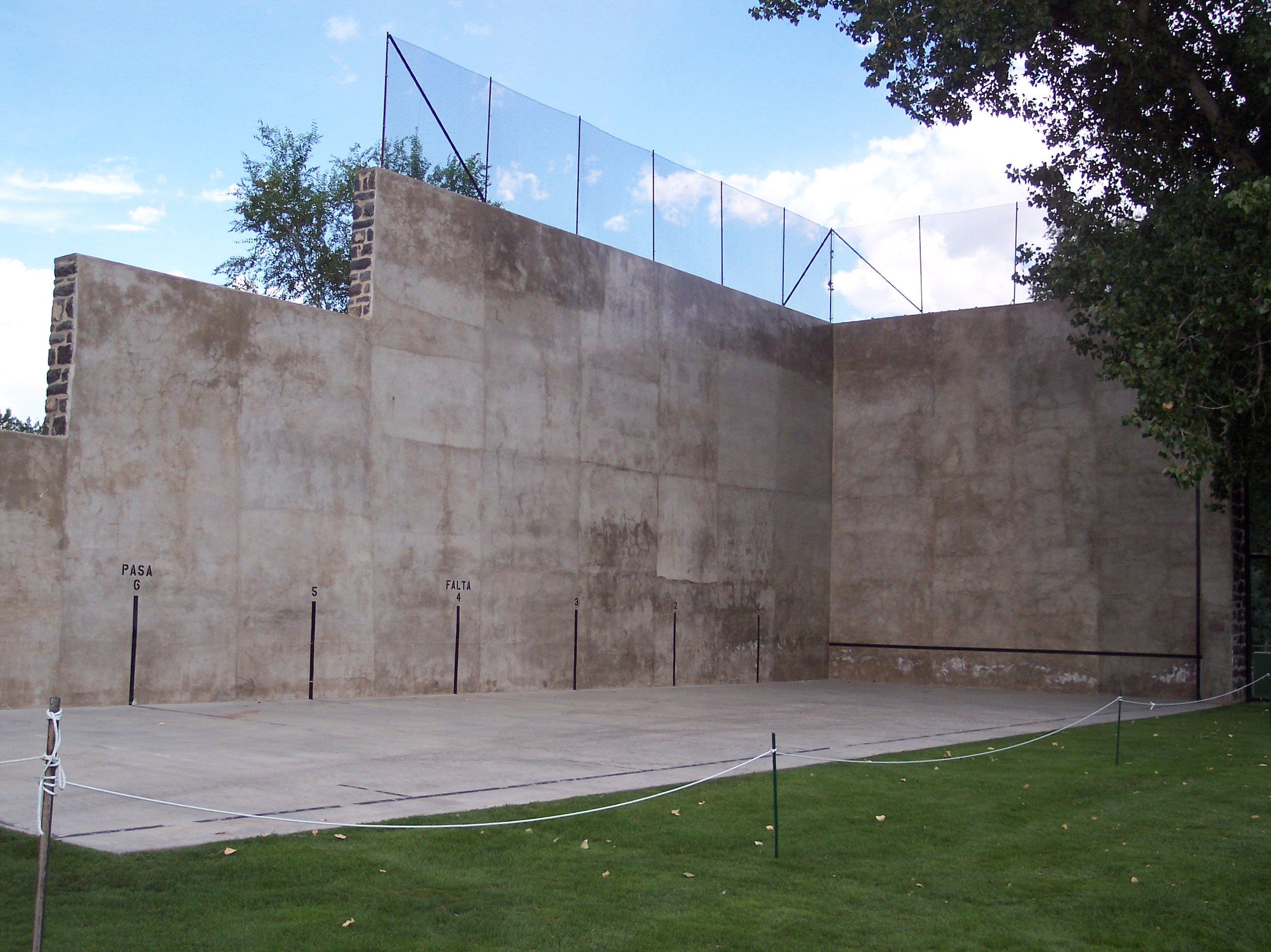
Mountain Home (Idaho, États-Unis).
Tequixquiac (Mexique).
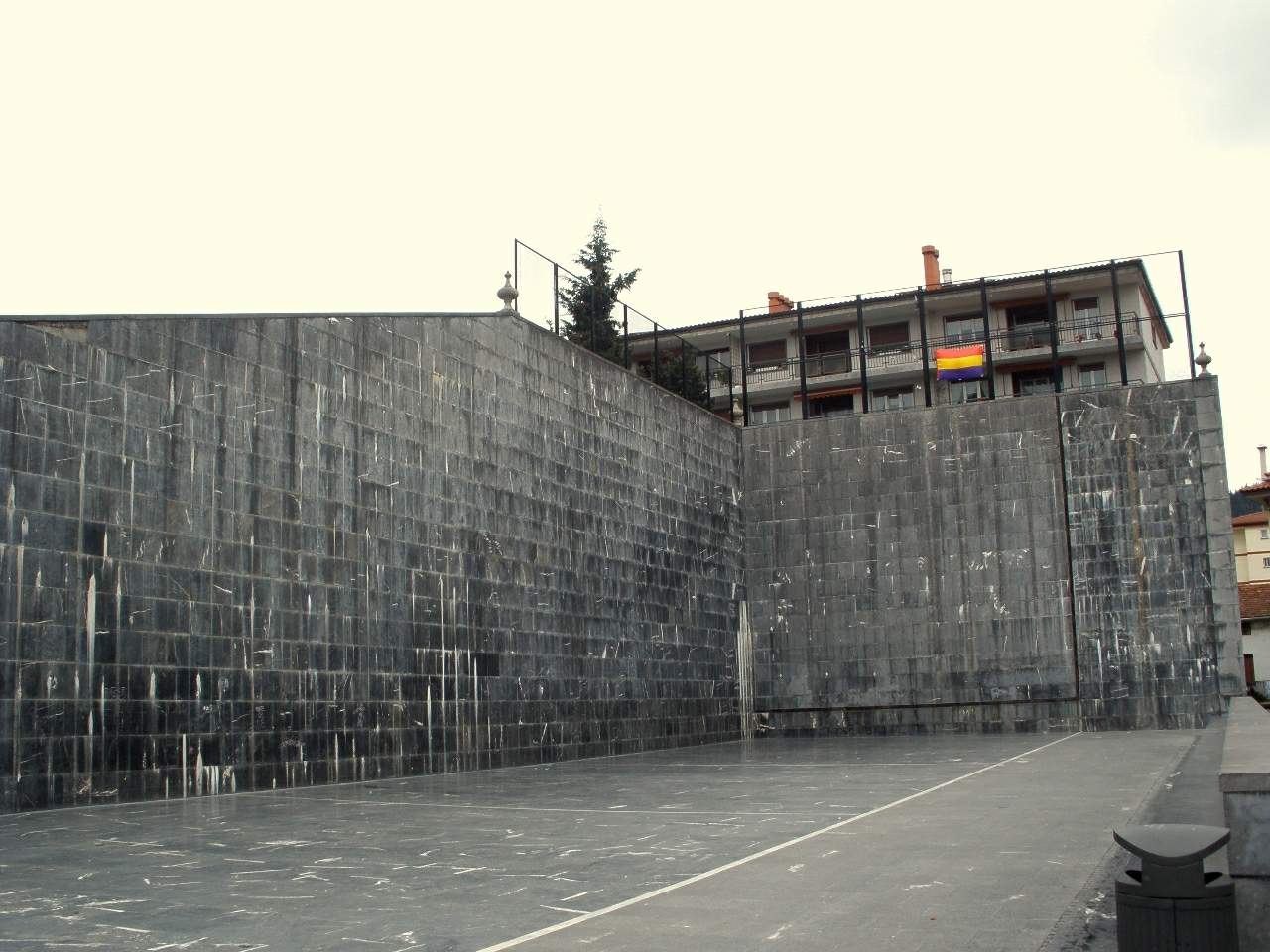
Andoain (Espagne).

### Dimensions et spécialités officielles
Il existe trois types de frontons mur à gauche dont les dimensions sont homologuées par la Fédération internationale de pelote basque (FIPV), la Fédération française de pelote basque (FFPB) et la Fédération espagnole de pelote (FEP).

#### Le mur à gauche30 mètres

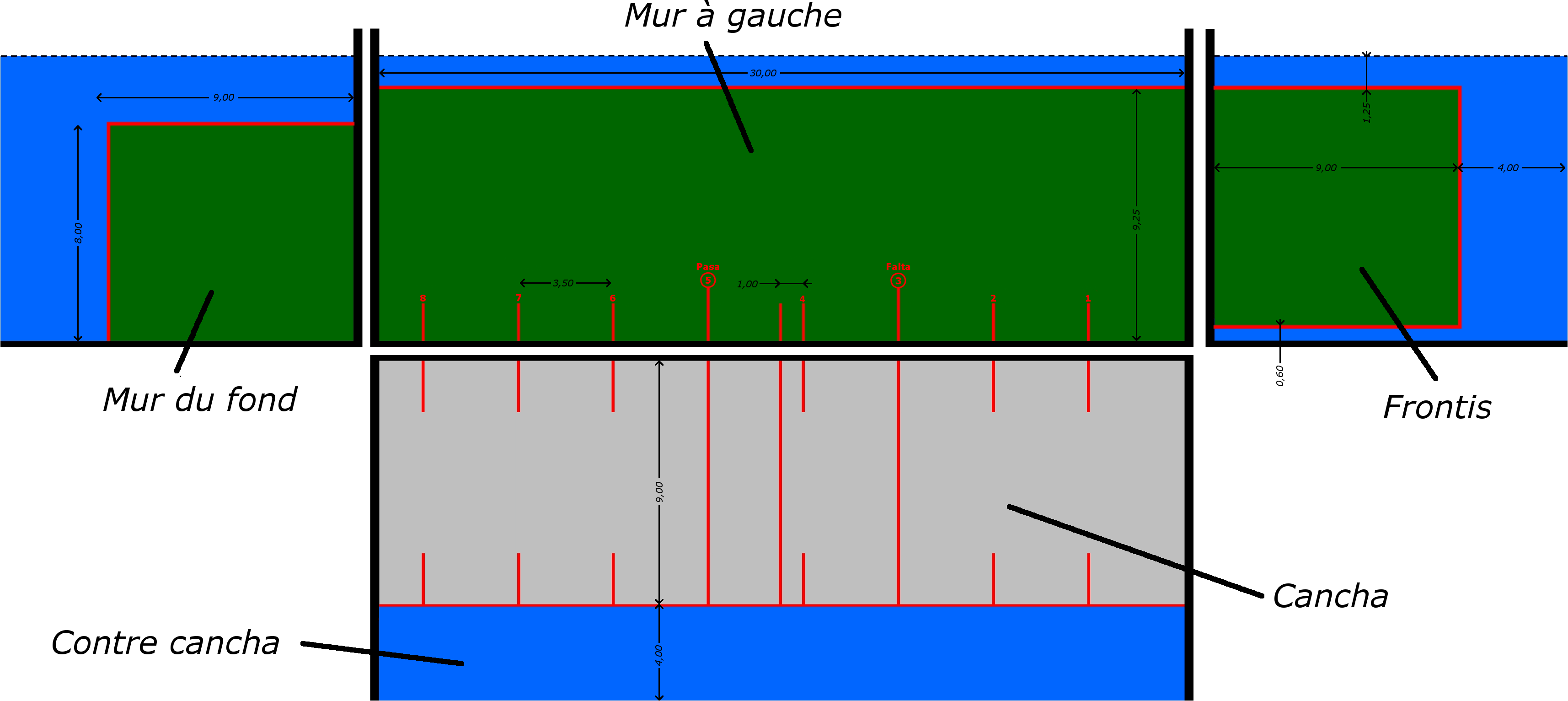
MàG 30 m, dimensions selon les recommandations de la FFPB.

Selon les recommandations de la FFPB, ce terrain de jeu comprend :
- la cancha (surface jouable au sol de 30 m de long pour 9 m de large) ;
- le frontis (mur de face de 9 m de large pour 9,25 m de haut équipé d'un raie à 60 cm de haut) ;
- le mur à gauche (30 m de long pour 9,25 m de haut) ;
- le mur de fond (9 m de large, 8 m de haut).

Sur ce fronton se jouent les spécialités d'origine américaine : paleta gomme creuse originaire d'Argentine et le frontenis originaire du Mexique.

#### Le mur à gauche36 mètres

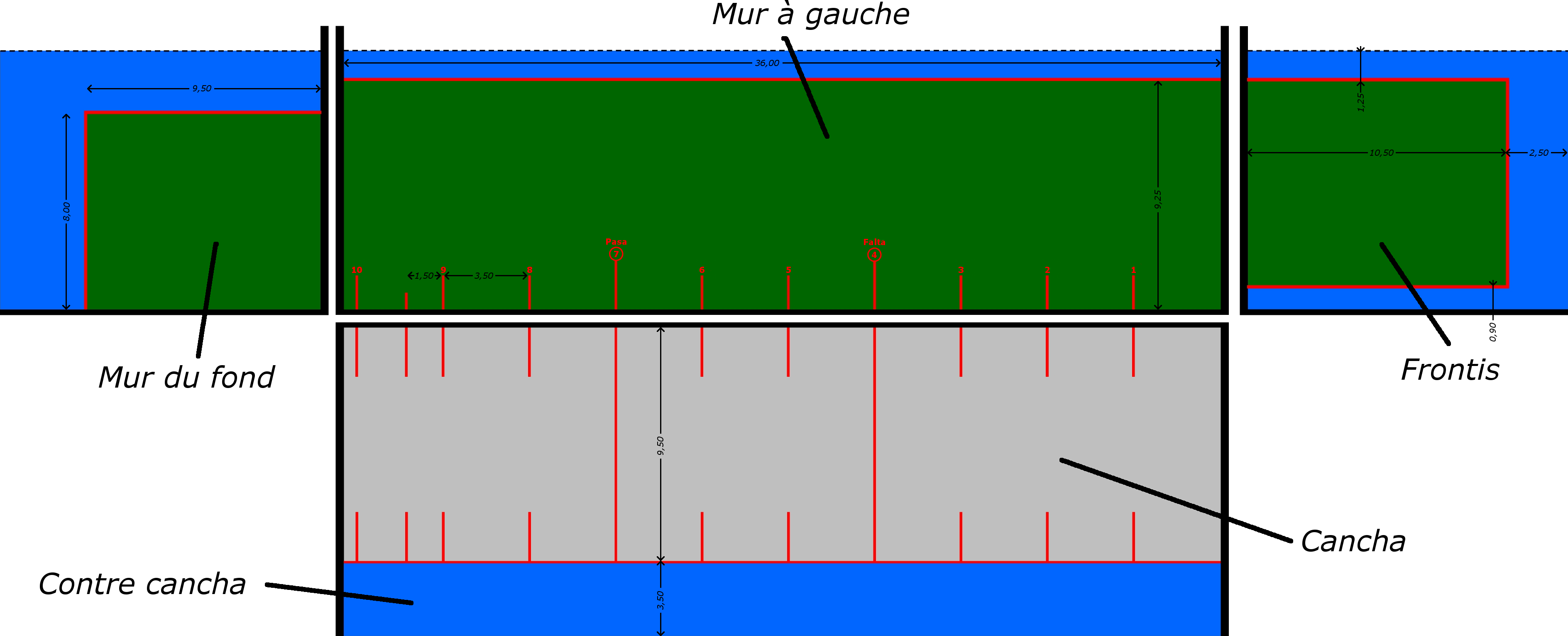
MàG 36 m, dimensions selon les recommandations de la FFPB.

Ce terrain de jeu est plus fréquemment rencontré en France et en Espagne. Il comprend, selon les recommandations de la FFPB :
- la cancha (surface jouable au sol de 36 m de long pour 9,5 m de large) ;
- le frontis (mur de face de 10,5 m de large pour 9,25 m de haut équipé d'un raie à 1 m de haut) ;
- le mur à gauche (36 m de long pour 9,25 m de haut) ;
- le mur de fond (9,5 m de large, 8 m de haut).

Sur ce fronton qui mesure 36 mètres de long se jouent, en France, les spécialités suivantes : main nue, pala corta, paleta cuir, paleta gomme pleine, joko garbi.  
En compétitions internationales on y joue à main nue, à pala corta et à paleta cuir.

#### Le jaï-alaï

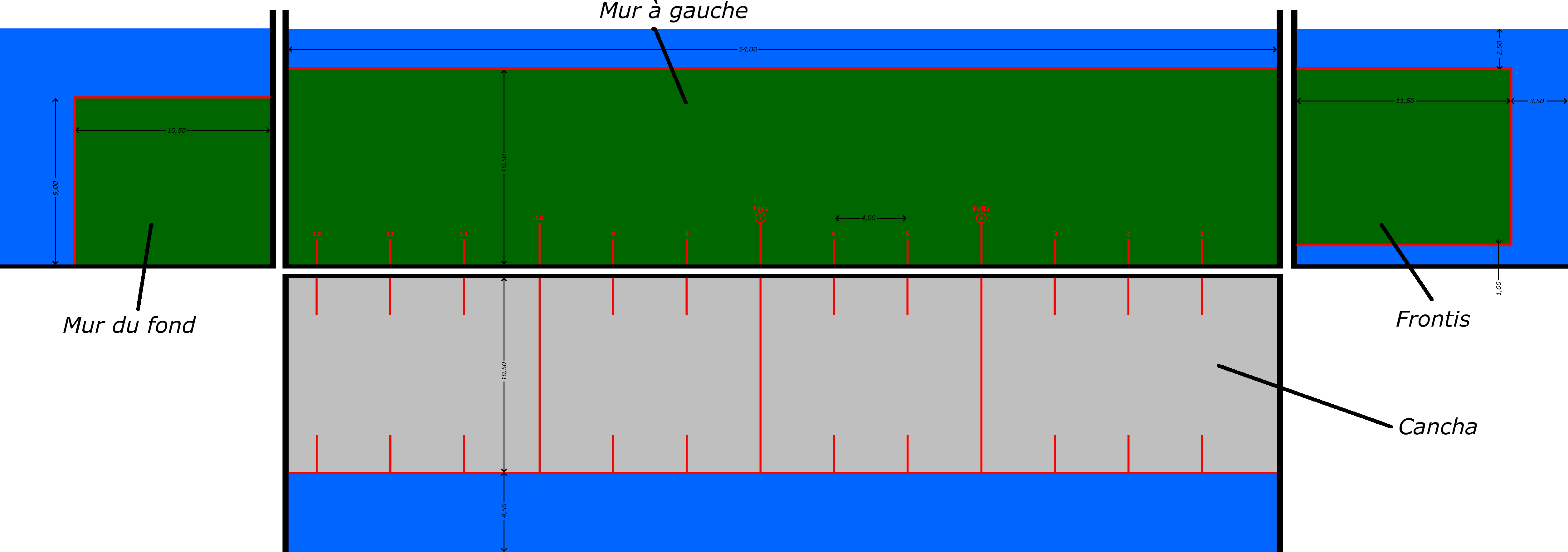
Jaï-alaï, dimensions selon les recommandations de la FFPB.

Le jaï-alaï (du basque jai alai, « fête joyeuse ») ou fronton long doit son nom au premier fronton couvert construit à Saint-Sébastien. Il mesure 50 mètres de long et comme pour les autres aires de jeu, peut avoir des dimensions variables et parfois, est dépourvu de mur du fond. 
Cette aire de jeu comprend, toujours selon les recommandations de la FFPB :
- la cancha (surface jouable au sol de 54 m de long pour 10,5 m de large) ;
- le frontis (mur de face de 11,5 m de large pour 10,5 m de haut équipé d'un raie à 1 m de haut) ;
- le mur à gauche (54 m de long pour 10,5 m de haut) ;
- le mur de fond (10,5 m de large, 9 m de haut).

Sur ce fronton se jouent les spécialités suivantes en Espagne : cesta punta, remonte, pala larga. 
En France, on n'y pratique que la cesta punta, principalement à Saint-Jean-de-Luz où ont lieu chaque été les internationaux de Cesta Punta.

### Règles du jeu
Au but, il faut envoyer la pelote entre la ligne falta et la ligne pasa. Trop courte, falta, le point revient à l'adversaire. Trop longue, pasa, le but est à refaire comme au tennis. Les positions de ces lignes dépendent de la spécialité et de l'installation. À paleta gomme creuse, il n'y a pas de pas et il y a demi-faute au but si la pelote frappe le mur de gauche et le mur du fond (dans n'importe quel ordre) avant de retoucher la cancha (toujours au-delà de la pasa. Pour le reste, les règles sont les mêmes qu'en place libre.

## Le fronton argentin
Seule la Fédération de pelote argentine (Confederación Argentina de Pelota - CAP) reconnait cette installation.